# リウボウ
株式会社リウボウは、沖縄県那覇市松尾に本社を置き不動産賃貸業、駐車場運営業を行う企業である。
自社を除くリウボウグループ9社のうち5社の親会社であり、グループの持株会社的な位置付けとなっている。ただし、資本的な面では百貨店運営事業、スーパーマーケット運営事業の統括会社である株式会社リウボウホールディングスが中心となっているうえ、通常「リウボウ」といわれる場合は同社の子会社である株式会社リウボウインダストリーのことを示すことが多い。

## 概要
アメリカ軍に占領された沖縄では、日本本土および外国との貿易が禁止された。その中で唯一貿易を認められたのが琉球列島米国軍政府の琉球貿易庁であり、1948年に貿易庁の関係者により琉球貿易商事株式会社が設立された。これが同社の起源である。
貿易規制は1950年代の初めまで続いたが、その後規制が緩み、比較的自由な貿易が行われるようになり、貿易庁は琉球政府の商工部に吸収されたが、同社は解散することなくその後も事業を行い続けた。1954年には那覇市松尾にリウボウビルを建設し、百貨店事業を開始した。また、1964年には現在の商号である株式会社リウボウに変更された（社名については#社名の由来を参照）。
その後、子会社設立により事業を拡大していき、1990年には百貨店経営を行う子会社の株式会社リウボウインダストリー（現在の株式会社リウボウホールディングス）を設立し、翌1991年に百貨店が松尾から久茂地のパレットくもじに移転したのと同時に、百貨店営業権を譲渡した。これにより、同社の親会社という位置はそのままだが事業は大幅に縮小され、現在は松尾のリウボウビルの管理、運営などの不動産賃貸業、駐車場運営業にとどまっている。

## 沿革
- 1948年7月26日 - 琉球貿易商事株式会社が設立[2]。
- 1952年12月10日-OSSリウボウ開店（神里原　琉金ビル2F　60坪）
- 1954年 - 百貨店リウボウを開店。
- 1964年 - 琉球貿易商事株式会社から株式会社リウボウへ商号変更。
- 1968年3月8日 - 株式会社リウボウ旅行サービスを設立。
- 1983年
  - 9月29日 - 株式会社西友（現、合同会社西友）との共同出資により株式会社リウボウ総合開発を設立。
  - 12月 - 株式会社リウボウ総合開発との共同出資により株式会社リウボウストアーを設立。
- 1987年10月2日 - 株式会社ファミリーマートとの共同出資により株式会社沖縄ファミリーマートを設立。
- 1990年9月11日 - 株式会社リウボウインダストリーを設立。
- 1991年 - 百貨店リウボウをパレットくもじに移転し、株式会社リウボウインダストリーに百貨店営業権を譲渡。
- 1997年 - 株式会社リウボウシティークリエイトを株式会社リウボウインダストリーに吸収合併。
- 1999年3月 - 株式会社総合開発と株式会社リウボウストアーを合併し、株式会社リウボウストアを設立。
- 2003年9月30日 - 西友がリウボウインダストリーやリウボウストアーの株式を全て売却し資本提携を解消。
- 2011年3月1日 - 吸収分割でグループ大再編。リウボウインダストリー旧社を分割し、新設の同名新社に百貨店事業を移管。残された旧社を株式会社リウボウホールディングスに改称し、グループ事業会社の統括機能を移管。
- 2020年11月 - 旧リウボウ百貨店跡地に建てられた複合ビル「レグザリウボウ」や隣接する立体駐車場の土地と建物を、大阪の企業へ売却。
- 2023年11月 - 沖縄本島北部に開業する新テーマパーク「JUNGLIA OKINAWA」への事業出資を発表する[3]。

## 子会社
- 株式会社リウボウホールディングス
  - 株式会社リウボウインダストリー
    - 株式会社リウボウ友の会

  - 株式会社リウボウストア
- 株式会社沖縄ファミリーマート（株式会社リウボウ：51%、株式会社ファミリーマート：49%）
- 株式会社リウボウ旅行サービス
- 株式会社流通アシスト
- 株式会社リウボウ商事
- 有限会社仲井間食料品店

消滅した子会社
- 株式会社リウボウ総合開発
- 株式会社リウボウシティークリエイト
- 株式会社リウボウフーズ(2021年9月リウボウストアと合併)
- 株式会社G.R.I
- 株式会社沖縄マックス化粧品販売

## 社名の由来
社名の「リウボウ」とは前述の通り、前身が「琉球貿易商事株式会社」であったことに由来する。「リウボウ」という表記については、1つは歴史的仮名遣いをまねたものとする説、もう1つは英語に「リュ」という発音がないため、「Ryukyu」は「リウキュー」と発音する傾向があり、その発音にあわせたものとする説がある。なお、「貿」の旧仮名遣いは「ばう」。